# 麻吉妖怪島
『麻吉妖怪島』（フレンズ もののけじまのナキ、英文標題：Friends: Naki on Monster Island）是2011年12月17日東宝發行的電影。改編自濱田廣介的『哭泣的紅鬼』。全片為3D動畫電影。另外也有3D/2D版本。

## 概要
改編自濱田廣介的兒童文学『哭泣的紅鬼』的家庭奇幻電影。導演由『ALWAYS 三丁目的夕陽』的山崎貴初次執導這部3D動畫電影。
本作中有像是下列各種動畫的技術、而讓人感到更加真實與有臨場感。
- 本來動畫會先是完成作品再由配音員配音。但本作反而是先收錄配音員的聲音再製作動畫，讓裡面的登場角色不但能反映出配音員的嘴型，也可以加上其即興表演。
- 本作先由演員實際演出裡面的動作、再將這些演出收錄到作品中。
- 雖然是「全CG」動畫電影、但有一部份的背景與實際景色作合成。

宣傳詞分別有「不論在什麼地方，都有你的朋友」「在被大霧籠罩的海的另一邊、有一座住著許多不可思議怪物的小島――。」

## 故事大綱
某天妖怪島上來了一位迷路的人類小嬰兒「小竹」，讓紅鬼‧納奇及藍鬼‧滾喬因此開始照顧他。最初納奇一直於小竹吵架、但不久就成為相當要好的朋友。不過兩隻妖怪在察覺小竹想念母親的心情後，打破了妖怪遵守的規定而將他送回到人類的村莊。但是等納奇想要再見到小竹而再度來到人類村莊時，卻因為人類與妖怪互相無法容忍的關係讓他因此被驅離，於是滾喬為了他而設計了一場戲，前去大肆破壞人類村莊並且在納奇的出手相救下，修補了人類與妖怪的關係，使人類因此重新接納納奇，但滾喬也藉此默默地離開，讓納奇在知道了滾喬的心意後懷著感恩的心情而與小竹一起生活。

## 登場人物

### 妖怪
200年前被人類追殺、而因此住在島上的一群妖怪。主要是以島上的香菇為主食。壽命相當長，就算是當年的生存者都依然活到現在，不過總數確是慢慢下降。而且多數的妖怪是沒有戰鬥能力，因此如果人類襲來的話，恐怕是毫無勝算。但由於人類還不知道這件事、因此他們才有不能讓迷路的人類活去的規定。
納奇(ナキ)
声 - 香取慎吾、加藤清史郎（小時候）
本作的主角，也就是紅鬼。由於小時候是個愛哭鬼而得到這個名字。200年前因為人類殺了他的母親而非常討厭人類。個性粗暴，讓他也被其他妖怪所討厭。
滾喬(グンジョー)
声 - 山寺宏一（日本）、石班瑜（台灣）
也就是本作的藍鬼。200年前被人類追殺時與母親因此分離、而生死不明。與納奇是好朋友。聰明又有幽默感，所以許多妖怪都與他成為好友。能夠變透明。
果揚(ゴーヤン)
声 - 阿部貞夫
苦瓜型妖怪。妖怪島上的吉祥物型角色。住在納奇家旁邊。經常遇到家被破壞或是被打飛出去等不幸的遭遇。
米凱(ミッケ)
声 - YOU
貓型妖怪。是妖怪島上的大姐頭。有兩道尾巴、還能夠像是手腕一樣地自在運動。
卡馬(かまさん)
鐮鼬+一反木綿型的妖怪。
卡梅比(カメッピ)
獨眼烏龜型妖怪。
哥奇和庫奇(ゴッチー & クッチー)
声 - 小岩井小鳥
五口鳥型的雙胞胎妖怪。
涅奇(ネギ坊)
蔥型妖怪。
提布(デブー)
日本大鯢+龍型妖怪。
鐘塔可(鐘タコ)
章魚型妖怪。
長老
声 - 大木民夫
鯰魚型妖怪。
柯羅波(コロポ)
克魯波克魯型妖怪。
提提和索克索克(テテ と ソクソク)
手長腳長的妖怪。上面是提提、下面是索克索克。
亞涅(ヤーネン)
烏天狗+牛鬼型妖怪。
奴佩(ぬっぺ)
塗壁型妖怪。
波克(ボクー)
夢貘型妖怪。

### 人類
小竹（コタケ）
声 - 新堂結菜
人類的小嬰兒。由於迷路到妖怪島上而與納奇及滾喬相遇。
竹市（たけいち）
声 - 庄子裕衣
小竹的哥哥。
明野（あけの）
声 - 湯屋敦子
小竹和竹市的母親。
大婆婆
声 - 鈴木玲子
和小竹住在同一村莊的老婆婆。非常了解妖怪的事情。
我助（がすけ） & 吉兵衛（きちべえ） & 兵馬（ひょうま）
声 - FROGMAN
前來擊退妖怪的三人組。

## 工作人員
- 導演 - 山崎貴、八木竜一
- 製作 - 市川南、亀井修、平城隆司、飯島三智、加太孝明、島村達雄、北川直樹、小林昭夫、佐藤慶太、喜多埜裕明
- 製作人 - 沢辺伸政、上田めぐみ、守屋圭一郎、澀谷紀世子
- 管理製作人 - 阿部秀司、都築伸一郎、桑田潔
- CO管理製作人 - 大村信、山内章弘
- 企画 - 川村元気
- 原案 - 濱田廣介『哭泣的紅鬼』
- 劇本 - 山崎貴
- CG監製 - 鈴木健之
- 音樂 - 佐藤直紀
- 藝術導演 - 勝又典子
- 聲音導演 - 百瀬慶一
- S3D監製 - 迫田憲二
- 製作公司 -「friends」製作委員会（東宝、小学館、朝日電視台、J dream、ROBOT、白組、日本索尼音樂娛樂、博報堂DY、TAKARA TOMY、Yahoo! JAPAN、阿部秀司事務所）
- 發行 - 東宝

## 主題歌
- MISIA『Smile』

來自查理·卓别林創作的歌曲。

## 漫画版
別冊快樂快樂漫畫Special。漫画由百丸負責。

## 外部連結
- 官方网站